# Dipchasphecia kopica
Dipchasphecia kopica is een vlinder uit de familie wespvlinders (Sesiidae), onderfamilie Sesiinae.
Dipchasphecia kopica is voor het eerst wetenschappelijk beschreven door Gorbunov & Špatenka in 2001. De soort komt voor in het Palearctisch gebied.